# Globe (motorfiets)
Globe is een Brits historisch merk van motorfietsen.
De bedrijfsnaam was: Clarke, Cluley & Co., Globe Works, Coventry.
Globe was een van de eerste Brtise motorfietsmerken die tamelijk sterke en snelle motorfietsen bouwden. Globe gebruikte daarvoor Belgische Minerva- en Saroléa-inbouwmotoren. Dat was in het begin van de jaren tien nodig, want de Britse industrie kon toen nog nauwelijks in dergelijke motoren voorzien. Later werden Britse MMC-motoren gebruiken, maar dat waren in licentie geproduceerde motoren van Léon Bollée en De Dion-Bouton. De productie van Globe begon in 1901 en eindigde in 1910. Toen probeerde men over te schakelen op de bouw van automobielen, maar dat mislukte.